# Jean-Baptiste Mourcia
Jean-Baptiste Mourcia, né le 30 septembre 1999 à Pertuis (Vaucluse) et  à passé toute sa vie à la Tour d'Aigues (Vaucluse) est un pentathlonien français.

## Carrière
Jean-Baptiste Mourcia est sacré champion d'Europe cadets en 2017 en individuel et par équipe, puis champion du monde junior en juillet 2019 en Pologne.
Il est médaillé de bronze en relais avec Alexandre Henrard aux Championnats d'Europe de pentathlon moderne 2022 à Székesfehérvár.
Il est sélectionné pour les Jeux olympiques de Paris 2024.